# مانا اندو
 مانا ندو (انگلیسی: Mana Endo؛ زاده ۲ ژوئن ۱۹۷۱) یک تنیس‌باز اهل ژاپن است.